# Приморська районна рада (Запорізька область)
Приморська районна рада — районна рада Приморського району Запорізької області, з адміністративним центром в м. Приморськ.

## Загальні відомості
Приморській районній раді підпорядковані 1 міська рада, 15 сільських рад, 1 місто, 4 селища, 26 сіл. Водойми на території районної ради: Азовське море, річка Обіточна.
Населення становить 31,2 тис. осіб. З них 12,2 тис. (39 %) — міське населення, 19,0 тис. (61%) — сільське.

## Склад ради
Загальний склад ради: 34 депутати. Партійний склад ради: Опозиційний блок — 8, Аграрна партія України — 8, Всеукраїнське об'єднання «Батьківщина» — 5, партія "Наш край" — 4, партія "Блок Петра Порошенка "Солідарність" — 4, партія "Нова держава" —  3, партія Сергія Тігіпка "Сильна Україна" — 2.

### Керівний склад ради
- Голова — Ніколенко Олег Вікторович (Аграрна партія України).
- Заступник голови — Прокопова Вікторія Юріївна (ВО "Батьківщина").